# Summer of '84
Summer of '84 (bra: Verão de '84) é um filme de terror e mistério canadense de 2018 dirigido e escrito por François Simard, Anouk Whissell e Yoann-Karl Whissell sobre o adolescente Davey Armstrong, um teórico da conspiração que suspeita que seu vizinho é um assassino. Estrelado por Graham Verchere e Judah Lewis, estreou no Festival Sundance de Cinema em 22 de janeiro de 2018. Teve um lançamento limitado nos cinemas nos Estados Unidos em 10 de agosto de 2018, pela Gunpowder & Sky.
No Brasil, foi lançado pela Cinecolor nos cinemas em 29 de agosto de 2019.

## Elenco
- Graham Verchere - Davey Armstrong
- Judah Lewis - Tommy "Eats" Eaton
- Caleb Emery - Dale "Woody" Woodworth
- Cory Gruter-Andrew - Curtis Farraday
- Tiera Skovbye - Nikki Kaszuba
- Rich Sommer - Wayne Mackey
- Jason Gray-Stanford - Randall Armstrong
- Shauna Johannesen - Sheila Armstrong
- J. Alex Brinson - Cole
- Harrison Houde - Bobby
- Mark Brandon
- Susie Castillo - Brenda Woodworth
- William MacDonald - Sheriff Caldwell

## Produção
Em outubro de 2021, os roteiristas Matthew Leslie e Stephen J Smith apareceram no he Ghost of Hollywood, onde discutiriam seu trabalho em Summer of '84 em detalhes, incluindo que seu roteiro já estava anexado ao RKSS em 2015, antes do lançamento de Stranger. Coisas, que nunca houve planos para uma sequência de filmes, e que o orçamento do filme foi de cerca de 1,5 milhão de dólares.
A fotografia principal ocorreu em julho de 2017 em Vancouver.

## Recepção

### Crítica
No consenso do agregador de críticas Rotten Tomatoes diz que o filme "sofre de uma dependência excessiva da nostalgia por sua década titular, mas uma série de choques efetivos ainda podem satisfazer os entusiastas do gênero." Na pontuação onde a equipe do site categoriza as opiniões da grande mídia e da mídia independente apenas como positivas ou negativas, o filme tem um índice de aprovação de 71% calculado com base em 65 comentários dos críticos. Por comparação, com as mesmas opiniões sendo calculadas usando uma média aritmética ponderada, a nota alcançada é 6,3/10.
Em outro agregador, o Metacritic, que calcula as notas das opiniões usando somente uma média aritmética ponderada de determinados veículos de comunicação em maior parte da grande mídia, tem uma pontuação de 57/100, alcançada com base em 9 avaliações da imprensa anexadas no site, com a indicação de "revisões mistas ou neutras".

### Audiência
Summer of 84 foi a segunda maior estreia do filme de 2018 da plataforma de streaming Shudder, perdendo apenas para Mandy.

## Prêmio
Ele foi indicado para o Saturn Award 2019 de Melhor Filme Independente.